# 38-й меридіан східної довготи
38-й меридіан східної довготи — лінія довготи, що лежить на 38 градусів східніше Гринвіцького меридіана. Вона проходить від Північного полюса через Північний Льодовитий океан, Європу, Азію, Африку, Індійський океан, Південний океан та Антарктиду до Південного полюса.
38-й меридіан східної довготи формує велике коло разом із 142-гим меридіаном західної довготи.

## Список географічних об'єктів, що перетинає 38° сх. д.
Починаючи на Північному полюсі та рухаючись до Південного полюса, 38-й меридіан східної довготи проходить через:
| Координати                                                 | Країна, територія або море | Примітки                                                                                    |
| ---------------------------------------------------------- | -------------------------- | ------------------------------------------------------------------------------------------- |
| 90°0′ пн. ш. 38°0′ сх. д. / 90.000° пн. ш. 38.000° сх. д.  | Північний Льодовитий океан |                                                                                             |
| 81°0′ пн. ш. 38°0′ сх. д. / 81.000° пн. ш. 38.000° сх. д.  | Море Королеви Вікторії[en] |                                                                                             |
| 80°23′ пн. ш. 38°0′ сх. д. / 80.383° пн. ш. 38.000° сх. д. | Баренцове море             |                                                                                             |
| 68°33′ пн. ш. 38°0′ сх. д. / 68.550° пн. ш. 38.000° сх. д. | Росія                      | Проходить через Кольський півострів                                                         |
| 66°4′ пн. ш. 38°0′ сх. д. / 66.067° пн. ш. 38.000° сх. д.  | Біле море                  |                                                                                             |
| 64°52′ пн. ш. 38°0′ сх. д. / 64.867° пн. ш. 38.000° сх. д. | Росія                      | Проходить через Онезький півострів[ru]                                                      |
| 64°8′ пн. ш. 38°0′ сх. д. / 64.133° пн. ш. 38.000° сх. д.  | Біле море                  | Онезька губа                                                                                |
| 63°55′ пн. ш. 38°0′ сх. д. / 63.917° пн. ш. 38.000° сх. д. | Росія                      | Проходить східніше Москви                                                                   |
| 49°58′ пн. ш. 38°0′ сх. д. / 49.967° пн. ш. 38.000° сх. д. | Україна                    | Харківська область Луганська область Донецька область — проходить через Горлівку і Макіївку |
| 47°6′ пн. ш. 38°0′ сх. д. / 47.100° пн. ш. 38.000° сх. д.  | Азовське море              | Таганрозька затока                                                                          |
| 46°38′ пн. ш. 38°0′ сх. д. / 46.633° пн. ш. 38.000° сх. д. | Росія                      |                                                                                             |
| 46°24′ пн. ш. 38°0′ сх. д. / 46.400° пн. ш. 38.000° сх. д. | Азовське море              | Ясенська затока                                                                             |
| 46°2′ пн. ш. 38°0′ сх. д. / 46.033° пн. ш. 38.000° сх. д.  | Росія                      | Проходить східніше Новоросійська                                                            |
| 44°34′ пн. ш. 38°0′ сх. д. / 44.567° пн. ш. 38.000° сх. д. | Чорне море                 |                                                                                             |
| 40°59′ пн. ш. 38°0′ сх. д. / 40.983° пн. ш. 38.000° сх. д. | Туреччина                  |                                                                                             |
| 36°48′ пн. ш. 38°0′ сх. д. / 36.800° пн. ш. 38.000° сх. д. | Сирія                      |                                                                                             |
| 32°57′ пн. ш. 38°0′ сх. д. / 32.950° пн. ш. 38.000° сх. д. | Йорданія                   |                                                                                             |
| 31°44′ пн. ш. 38°0′ сх. д. / 31.733° пн. ш. 38.000° сх. д. | Саудівська Аравія          |                                                                                             |
| 24°6′ пн. ш. 38°0′ сх. д. / 24.100° пн. ш. 38.000° сх. д.  | Червоне море               |                                                                                             |
| 18°47′ пн. ш. 38°0′ сх. д. / 18.783° пн. ш. 38.000° сх. д. | Судан                      | Проходить через острів Талла-Талла                                                          |
| 18°46′ пн. ш. 38°0′ сх. д. / 18.767° пн. ш. 38.000° сх. д. | Червоне море               |                                                                                             |
| 18°29′ пн. ш. 38°0′ сх. д. / 18.483° пн. ш. 38.000° сх. д. | Судан                      |                                                                                             |
| 17°33′ пн. ш. 38°0′ сх. д. / 17.550° пн. ш. 38.000° сх. д. | Еритрея                    |                                                                                             |
| 14°46′ пн. ш. 38°0′ сх. д. / 14.767° пн. ш. 38.000° сх. д. | Ефіопія                    |                                                                                             |
| 3°44′ пн. ш. 38°0′ сх. д. / 3.733° пн. ш. 38.000° сх. д.   | Кенія                      |                                                                                             |
| 3°49′ пд. ш. 38°0′ сх. д. / 3.817° пд. ш. 38.000° сх. д.   | Танзанія                   |                                                                                             |
| 11°17′ пд. ш. 38°0′ сх. д. / 11.283° пд. ш. 38.000° сх. д. | Мозамбік                   |                                                                                             |
| 17°20′ пд. ш. 38°0′ сх. д. / 17.333° пд. ш. 38.000° сх. д. | Індійський океан           | Проходить східніше островів Принца Едварда, ПАР                                             |
| 60°0′ пд. ш. 38°0′ сх. д. / 60.000° пд. ш. 38.000° сх. д.  | Південний океан            |                                                                                             |
| 69°47′ пд. ш. 38°0′ сх. д. / 69.783° пд. ш. 38.000° сх. д. | Антарктида                 | Проходить через Землю Королеви Мод (претендує Норвегія)                                     |